# Polje (Raša)
Polje is een plaats in de gemeente Raša in de Kroatische provincie Istrië. De plaats telt 26 inwoners (2001).